# بخش کرین (شهرستان ویاندوت، اوهایو)
بخش کرین (به انگلیسی: Crane Township) یک منطقهٔ مسکونی در ایالات متحده آمریکا است که در شهرستان وایندات، اوهایو واقع شده‌است.
 بخش کرین ۱۰۲٫۵ کیلومتر مربع مساحت و ۷٬۵۱۴ نفر جمعیت دارد و ۲۵۵ متر بالاتر از سطح دریا واقع شده‌است.